# Матвєєва Ірина Валеріївна
Матвєєва Ірина Валеріївна (29 квітня 1968 — 25 липня 2023) — українська вчена, радіоеколог, професор, декан Факультету екологічної безпеки, інженерії та технологій Національного авіаційного університету. Доктор технічних наук (2016).

## Біографія
Народилася 29 квітня 1968 року в місті Тернопіль.
Закінчила державний педагогічний інститут імені Ярослава Галана та отримала кваліфікацію вчителя біології та хімії у 1990 році. Учителювала в середій школі № 20 (1990–99) та класичній гімназії (1999—2007) міста Тернополя.
У червні 2005 року вступила до аспірантури Національного авіаційного університету за спеціальністю «Екологічна безпека».
Від 2007 до 2023 року працювала у Національному авіаційному університеті. Із червня 2022 року призначена деканом Факультету екологічної безпеки, інженерії та технологій.
Померла 25 липня 2023 року.

## Наукові дослідження
- моделювання радіоекологічних процесі
- камерні моделі в радіоекології
- радіоекологічна надійність екосистем,
- екологічні та радіоекологічні ризики.

Авторка та співавторка понад 120 наукових та науково-методичних праць, включаючи підручники, навчальні посібники, в тому числі з грифом МОН України, патенти України.
У 2008 році захистила дисертацію на тему: «Моделювання радіоекологічних процесів методом камерних моделей при оцінці екологічного стану локальних екосистем» (ступінь кандидата технічних наук), у 2016 році — дисертацію на тему: «Наукові основи оцінювання надійності екологічних систем в умовах дії радіаційних чинників» (ступінь доктора технічних наук за спеціальністю 21.06.01 — екологічна безпека).

## Нагороди та досягнення
- Грамота Національного авіаційного університету (2011)
- Подяка ректора НАУ (2012)
- Подяка Міністерства молоді та спорту України (2013)
- Подяка Міністерства освіти і науки України (2021)
- Грамота Міністерства освіти і науки України (2022)